# Friedrich von Beck-Rzikowsky
Friedrich Beck, ab 1861 Ritter von Beck, ab 1878 Freiherr von Beck, ab 1906 Graf von Beck, ab 1913 Graf von Beck-Rzikowsky (* 21. März 1830 in Freiburg im Breisgau; † 9. Februar 1920 in Wien) war Geheimer Rat, Generaloberst und von 1881 bis 1906 Chef des Generalstabs des österreichisch-ungarischen Heeres.

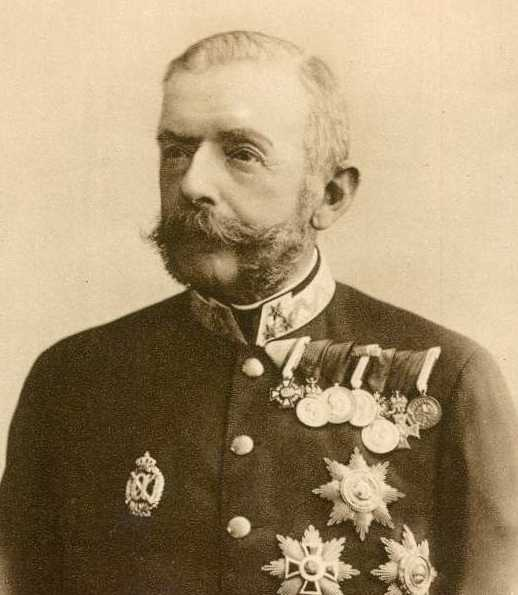
Friedrich von Beck-Rzikowsky als Feldzeugmeister

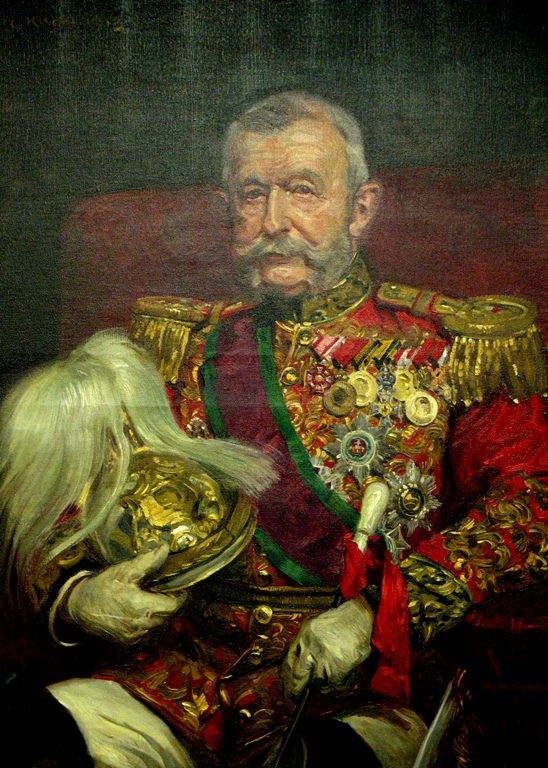
Als Kommandant der Arcièren-Leibgarde, Porträt von 1913

## Leben
Er war ein Sohn des Freiburger Professors der Chirurgie und Augenheilkunde Karl Joseph Beck. Einer seiner Brüder war der Militärarzt Bernhard Oktav Beck.
Beck trat 1846 in das kaiserliche Heer ein. Er diente als Unterleutnant und Oberleutnant bei der Infanterie, den Pionieren und beim damaligen Generalquartiermeisterstab. 1848/49 nahm er an den Kämpfen in Ungarn sowie an der Erstürmung von Brescia teil.
Nach Absolvierung der Kriegsschule zwischen 1852 und 1854 wurde Beck 1854 zum Hauptmann II. Klasse im Generalstab ernannt und konnte sich 1859 als Generalstabschef der Division „Reischach“ in Italien besonders in den Gefechten bei Candia und in der Schlacht bei Magenta auszeichnen. In dieser wurde er schwer verwundet und erhielt für Tapferkeit vor dem Feind von Kaiser Franz Joseph I. den Orden der Eisernen Krone III. Klasse mit Kriegsdekoration verliehen.
1861 folgte die Erhebung Becks in den österreichischen Ritterstand.
Weitere Schritte seiner militärischen Karriere waren:
- 1861 Beförderung zum Major
- 1862 Flügeladjutant des Freiherrn von Heß
- 1865 Oberstleutnant bei der Generaladjutantur des Kaisers
- 1867 Oberst

1866 wurde er während des Deutschen Krieges vom Kaiser in Spezialmissionen auf den Kriegsschauplatz entsandt, was ihn erstmals in weiteren Kreisen bekannt machte.
1867 wurde er Vorstand der Militärkanzlei des Kaisers und 1874 sein Generaladjutant. Gleichzeitig wurde er zum Geheimen Rat ernannt. 1878 beförderte ihn der Kaiser zum Feldmarschallleutnant und entsandte ihn auf eine Geheimmission in das soeben okkupierte Bosnien. Anschließend wurde Beck vom Kaiser am 31. Oktober 1878 in den Freiherrenstand erhoben.
1881 wurde Beck Chef des Generalstabs (bis 1906) und 1882 zum Oberstinhaber des Infanterieregiments Nr. 47 sowie 1888 zum Feldzeugmeister befördert. 1885 berief ihn der Kaiser in das Herrenhaus des Reichsrates. In diesem Jahr regte er die Generalkarte von Mitteleuropa an, die später im Maßstab 1:200.000 angefertigt wurde. Auch veranlasste er im k.u.k. Militärgeographischen Institut die Einführung der Photogrammetrie als Aufnahmeverfahren für topographische Karten.
Beck wurde 1893 durch den preußischen König Wilhelm II. zum Ritter des Schwarzen Adlerordens ernannt.
Den Posten als Generalstabschef hatte er 25 Jahre lang inne und übte in dieser Zeit als Vertrauter von Kaiser Franz Joseph I. großen Einfluss aus. Bei den vielfältigen internen Konflikten des Heeres suchte er ausgleichend zu wirken. Ruhig und vorsichtig, nahm er in militärischen Fragen eine Mittelposition zwischen fortschrittlich-liberalen Modernisierern und dem reaktionären Lager um Feldmarschall Erzherzog Albrecht ein. Unter seiner Leitung wurde der Generalstab zum eigentlichen Oberkommando der Streitkräfte, dessen Unterordnung unter das Reichskriegsministerium fast nur mehr nominellen Charakter trug. Im Volksmund wurde Beck bis 1906 „Vizekaiser“ genannt, da er gleich alt und von ähnlichem Naturell war wie Franz Joseph I. und mit ihm militärpolitisch bestens harmonierte.
Während der Ungarischen Krise 1905 entwickelte Beck Pläne („Fall U“ für Ungarn) dafür, einen möglichen Aufstand in Ungarn mit Gewalt niederzuschlagen.
1906 entließ der 76-jährige Kaiser auf Drängen von Thronfolger Franz Ferdinand, den er mit Überlegungen zur Modernisierung der Streitkräfte beauftragt hatte, den ebenfalls 76-jährigen Generalstabschef. Kriegsminister Heinrich von Pitreich wurde auf Wunsch Franz Ferdinands im gleichen Jahr enthoben. Neuer Generalstabschef wurde auf Betreiben des Thronfolgers der damals 54-jährige Feldmarschalleutnant Conrad von Hötzendorf.
In Würdigung seiner langjährigen Verdienste wurde Beck vom Kaiser nunmehr am 11. Juni 1906 in den erblichen Grafenstand erhoben und in weiterer Folge zum Kapitän der Arcièren-Leibgarde ernannt. Als solcher wurde er 1913 von Ludwig Koch porträtiert. Das Gemälde befindet sich heute in der Dauerausstellung des Heeresgeschichtlichen Museums in Wien. 1916 erfolgte die Beförderung Beck-Rzikowskys in den 1915 neu geschaffenen Rang eines Generalobersten.
Beck heiratete 1861 Anna Maria Rzikowsky von Dobrzicz. Im Jahre 1913 erfolgte die kaiserliche Bewilligung der Vereinigung des Namens Beck mit dem der im Mannesstamm erloschenen Familie seiner Gattin. Sein Sohn Friedrich Graf von Beck (* 1872) war Oberst im Generalstab.